# 三条競馬場
三条競馬場（さんじょうけいばじょう）は、かつて新潟県三条市にあった地方競馬の競馬場である。
本項では、競馬場の廃止後も運営されていた大井競馬場の場外勝馬投票券発売所である「三条場外発売所（さんじょうじょうがいはつばいじょ）」についても記述する。

## 歴史
1928年（昭和3年）6月14日に、新潟県畜産組合連合会の主催で三条競馬を初開催（3日間）。その後、戦時中の1944年（昭和19年）8月から終戦後の1946年（昭和21年）9月まで中断されたが、1946年（昭和21年）10月から地方競馬法に基づいて馬匹連合会の主催で三条競馬が再開され、この体制は1948年（昭和23年）6月まで続いた。
1948年（昭和23年）11月より、現競馬法に基づいて新潟県が主催する三条競馬が開催され、その後も1951年（昭和26年）5月からは大島村の主催による村営競馬が、1955年（昭和30年）1月からは大島村を合併した三条市が主催する市営競馬が三条競馬場で開催されるようになった。1965年（昭和40年）8月からは一部事務組合となった新潟県競馬組合の主催となり、日本中央競馬会の施設を借用した新潟競馬場とともに「新潟県競馬（県競馬）」の一部として三条競馬が開催されてきた。新潟県競馬のスターホースグレートローマンのデビュー戦も、三条の800メートル戦だった。
しかし、後年は県競馬の事業収支が悪化したため、2000年（平成12年）度のシーズンは三条競馬の開催を行わず、新潟競馬場のみで開催。2001年（平成13年）から三条競馬は再開されたものの、県競馬は既に約67億円の累積赤字を抱え、業績改善が困難な状況となったことなどから、2001年（平成13年）8月16日の開催をもって三条競馬を廃止、新潟競馬も2002年（平成14年）1月4日の開催をもって廃止され、これにより県競馬は全廃された。
三条競馬場では1993年（平成5年）12月25日より中央競馬の場外発売を開始していたが、競馬開催の廃止後は解散した新潟県競馬組合から特別区競馬組合が施設を継承し、2002年（平成14年）4月より大井競馬場の場外発売施設「三条場外発売所」として、大井競馬をはじめとした南関東公営競馬の場外発売を開始した。しかし、施設の老朽化により2015年（平成27年）1月23日をもって発売業務を終了、同年3月24日をもって払戻業務も終了した。
競馬場としては前述の通り2002年に廃止されているが、その後2009年（平成21年）に開催されたトキめき新潟国体では三条競馬場の跡地が馬術競技の特設会場として利用された。

## コース
- 1周1000m、直線195m[10]
- 距離設定：800m, 1200m, 1600m, 1650m, 1700m, 1800m, 2200m[10][11]

## 跡地
跡地は整備され、2018年7月に「ミズベリング三条」としてオープンした。なお、これに先立って2014年5月に平成16年7月新潟・福島豪雨の記録を伝える「三条防災ステーション」が開設された。また、広い土地を生かし「三条乗馬クラブ」も活動している。

## アクセス
- JR燕三条駅から車で7分[14]。